# Рококо
Рококо или „касни барок” је уметнички стил, тачније завршни облик барока, који је трајао између 1720. и 1780. године. Развио се у Француској, захватио је Немачку, Аустрију и мање Италију, Шпанију и друге земље. Рококо је утицао на многе уметничке аспекте укључујући сликарство, кипарство, архитектуру, уређење ентеријера, декоративну уметност, књижевност, музику, и позориште. Развио се у раном 18. веку у Паризу као реакција на величину, симетрију и строго прописивање правила у бароку, посебно код палате Версај. Уметници и архитекти рококоа изабрали су шаљиви, украшени и љубак приступ бароку. Њихов стил карактерише китњасто украшавање живим бојама, асиметричним дизајном, закривљеним линијама и употребом злата. За разлику од барока, рококо је префињен. Одликују га: сликовитост и раскош декоративних елемената, нежност боја и љупкост фигура. Име стила је изведено од француског rocaille што означава орнаментални мотив који подсећа на ушну шкољку. Овај орнамент је настао у бесконачним варијацијама почетком 18. века у Италији али је био ликовно прихваћен на двору у Француској у доба Луја .
За разлику од озбиљних, политичких тема раздобља барока, рококо је у декорисању користио разигране и духовите теме. Декорација просторија у рококоу осмишљена је као детаљно и потпуно украшавање комплетног простора на располагању, што је подразумевало богато украшен намештај, мале статуе, украшена гледала, таписерије, зидове украшене рељефима и осликавање зидова. Рококо је такође био познат у позоришној уметности. У књизи The Rococo стоји да ни један други културни покрет „није створио љупкије и елегантније дијалоге, пуне задиркивања и неухватљивог и прикривеног изражавања и геста, рафинираних осећаја и суптилне критике” као позориште рококоа, посебно у Француској.
Крајем 18. века, рококо је готово у потпуности био замењен неокласицизмом. Према Речнику Француске академије из 1835, реч рококо „углавном покрива ону врсту украшавања, стила и дизајна везану за владавину краља Луја  и почетак владавине Луја ”. Ова дефиниција, стога, обухвата сву врсту уметности од средине 18. века у Француској. Појам је етимолошки комбинација француских речи rocaille (камен) и coquilles (шкољка), због честих коришћења ових предмета као декоративних мотива. Могао би такође бити комбинација италијанске речи „barocco” (нерегуларно обликовани бисер, вероватно извор појма „барок”) и француске „rocaille” (популарног облика вртних и ентеријерских орнамената код којих се користе шкољке и шљунак) и може описивати рафинирани и маштовити стил у моди у неким деловима Европе у 18. веку. Због инсистирања уметника рококоа на богатом украшавању закривљеним украсима сличних шкољкама, многи су критичари користили термин „рококо” у увредљивом смислу имплицирајући да је овај стил био неозбиљан и помодан.
Овај термин се колоквијално појављује у енглеском језику 1836, са значењем „старомодан”. Рококо је био жестоко критикован и многи су га сматрали површним и неукусним, поготово у поређењу с неокласицизмом. Успркос томе, многи су га хвалили због естетских квалитета, а од средине 19. века, термин су коначно прихватили и историчари уметности. Иако се још воде дебате о његовој општој историјској важности, рококо се данас сматра значајним периодом у развоју европске уметности.

## Карактеристике стила
Рококо је у првом реду декоративни слог. Заљубљеност у орнаментику се јавља у скулптури, у архитектури и у сликарству. Орнаментика није једини смисао барокног ликовног израза иако у првом реду доприноси препознавању и временском одређивању дела овог стила а нарочито у архитектури која настају после монументалности стила у доба Луја XIV и доноси у другој четвртини 18. века лаки тон, осмех и умањену сразмеру и оваква расположења се шире и карактеристична су за раздобље рококоа у целој Европи. Динамизам барока у свом врхунцу је наслиједио лиризам. Јавља се и примењена уметност. У намештају се јавља позлата и пресавијање — преламање намештаја, сјај и прекомерна употреба огледала у ентеријерима. Радост из природе јесте реакција на догму и патос барока и наговештај новог правца који ће наследити доба барока — на романтизам. Насупрот монументалности у бароку и његовом патосу развија се танана игра светлости и сенке и лиричност простора.

## Дела у рококо стилу
У архитектури типичне грађевине су: Мали Тријанон (у Француској) и дворац Сансуси (у Немачкој)...
У вајарству највећи допринос су дали Французи: Лемоан, Фалконе и Клодион.
У сликарству се највише сликају љубавне игре и пастирске сцене. Најзначајнији представници у сликарству су: Антоан Вато, Франсоа Буше и Жан-Оноре Фрагонар.
Мотиви у сликарству:
- Сцене из паркова.
- Сцене из живота аристократије.
- Представе лепих жена.
- Еротске сцене.

У примењеној уметности најлепши радови су изведени у штуку, у дрвету (намјештај), таписеријама (гобленима) и у порцелану (постојале су многе радионице, а најчувенија је била у Севру).

## Историјски развој
Уобичајено је мишљење да се рококо најпре развио на подручју декоративне уметности и дизајна ентеријера, али његово порекло лежи у архитектури касног барока мајстора Франческа Бороминијa (1599–1667) углавном у Риму и Камила Гваринија (1624–1683) углавном у северној Италији, али и Бечу, Прагу, Лисабону и Паризу. Племство и бискупи католичке (јужне) Немачке, Чешке и Аустрије позивали су италијанске архитекте касног барока/раног рококоа на рад у својим земљама. Инспирисане њиховим примером, локалне фамилије зидара и занатлија у Централној Европи изградили су властити немачки барокни стил који је касније досегао врхунац разрађености и осећајности у стилу рококоа.
Једна врста егзотичног, али на неки начин формалнијег типа рококоа појавила се у Француској, кад је сукцесија Луја  донела промену дворских уметника и општег уметничког укуса. С крајем дуге владавине Луја XIV богати барокни украси замењени су лаганијим елементима с више закривљених линија и природним образаца. Ови елементи су евидентни у архитектонском дизајну Николе Пиноа. За време раздобља стила регенства, кад се дворски живот удаљио од Версаја, та се промена у уметности успоставила, најпре у краљевској палати, а недуго потом у француском високом друштву.
Нежност и разиграност рококо украса често се доживљава као савршено усклађене с владавином пуном ексцеса Луја XV..
Током 1730-их, дошло је до врхунаца развоја рококоа у Француској. Стил се брзо раширио из домене архитектуре и израде намештаја на сликарство и вајарство, на пример у радовима Антоана Ватoа и Франсое Бушеа. Рококо је задржао барокни стил комплексних облика и замршених композиција, али је почео да укључује и друге карактеристике, попут оријенталног дизајна и асиметричних композиција. Стил рококоа су највише пропагирали француски уметници.
У Великој Британији рококо се доживљавао као „француски укус” и никад се није раширио као архитектонски стил, мада се његов утицај знатно осетио у украшавању сребра, свиле и порцулана. Британски дизајнер Томас Чипендејл трансформисао је дизајн британског намештаја оног доба кроз прилагођавање и усавршавање рококо стила. Вилијам Хогарт допринео је развоју теоретске базе лепоте у рококоу. Иако се није директно позивао на покрет, он је у свом делу „Анализа лепоте” (енгл. Analysis of Beauty) из 1753. тумачио да су валовите линије и криве у облику слова S типичне за рококо темељ дражи и лепоте у уметности и природи, за разлику од равних линија или кругова у класицизму. Развој рококоа у Великој Британији сматра се повезаним с буђењем интереса за готичку архитектуру у раном 18. веку.
Почетак краја за покрет рококоа дошао је почетком 1760-их кад су личности попут Волтера и Жак-Франсое Блондела почели да критикују претераност и дегенерацију уметности. Блондел је рококо у савременом ентеријеру описао као „бесмислену, безобличну масу шкољки, змајева, трске, палми и биљака”. У Немачкој је рококо крајем 18. века исмејаван фразом „свињски реп и перика”, и та фаза се каткад назива речју Зопфстил. Рококо је остао популаран у италијанским провинцијама до друге фазе неокласицизма када је с Наполеоновом владом стигао стил ампир. Стил ампир је у потпуности потиснуо рококо.
Између 1820. и 1870. поново се буди интерес за рококо стил. Британци су били међу првима који су оживели „стил Луја XIV”. Угледни уметници као Ежен Делакроа и мецене као царица Евгенија од Француске поново откривају вредност грациозност и заиграност у уметности и дизајну.